# Neoclypeodytes luctuosus
Neoclypeodytes luctuosus is een keversoort uit de familie waterroofkevers (Dytiscidae). De wetenschappelijke naam van de soort is voor het eerst geldig gepubliceerd in 1949 door Guignot.